# Tribulus
Tribulus és un gènere de plantes amb flors originàries de zones càlides. Són plantes perennes però algunes són anuals en climes més freds. Les fulles són compostes i de disposició oposada. Les flors són hermafrodites. L'ovari està dividit en lòculs i en "falsos septa" (això darrer distingeix Tribulus d'altres gèneres de la seva família). Algunes espècies es cultiven com ornamentals en zones càlides. I, especialment T. cistoides, T. longipetalus, T. micrococcus, T. terrestris, T. zeyheri, són males herbes. Als Països Catalans està representat per Tribulus terrestris.
L'espècie més coneguda és T. terrestris que és una mala herba i que suposadament també incrementaria els nivells de testosterona.

## Taxonomia
- Tribulus adscendens
- Tribulus alacranensis
- Tribulus alatus
- Tribulus bimucronatus
- Tribulus brachystylis
- Tribulus brasiliensis
- Tribulus californicus
- Tribulus caribaea
- Tribulus cistoides
- Tribulus cristatus
- Tribulus decolor
- Tribulus dimidiatus
- Tribulus excrucians
- Tribulus fisheri
- Tribulus glabrata
- Tribulus grandiflorus
- Tribulus hirsutus
- Tribulus humifusus
- Tribulus hystrix
- Tribulus longipes
- Tribulus longipetalus
- Tribulus macranthus
- Tribulus macrocarpus
- Tribulus macropterus
- Tribulus maximus
- Tribulus minutus
- Tribulus micrococcus
- Tribulus moluccanus
- Tribulus parvispinus
- Tribulus pechuelii
- Tribulus pentandrus
- Tribulus pentandrus
- Tribulus platypterus
- Tribulus pterophorus
- Tribulus pubescens
- Tribulus rajasthanensis
- Tribulus ranunculiflorus
- Tribulus saharae
- Tribulus sericeus
- Tribulus taiwanense
- Tribulus terrestris
- Tribulus trijugatus
- Tribulus trijugus
- Tribulus tuberculatus
- Tribulus zeyheri